# Каримова, Гульнара Исламовна
Гульна́ра Исла́мовна Кари́мова (узб. Gulnora Islomovna Karimova, узб. Гулнора Исломовна Каримова; род. 8 июля 1972, Фергана, Узбекская ССР) — старшая дочь первого президента Узбекистана Ислама Каримова (1990—2016), сестра Лолы Каримовой-Тилляевой. Работала послом Узбекистана в Испании с января 2010 года по июль 2012 года.
Каримову по оценке газеты «Известия» в 2008 году считали возможной преемницей своего отца на посту президента страны, однако после 2013 года у Гульнары возникли трения с отцом, и она стала стремительно утрачивать влияние в Узбекистане.
Каримова профессионально занималась дизайном ювелирных изделий, была известна как певица под сценическим псевдонимом Googoosha, являлась председателем попечительского совета неправительственного Фонда «Форум культуры и искусства Узбекистана» и ряда других общественных организаций.
С 2013 года находилась под домашним арестом. В 2015 году была осуждена Ташкентским областным судом к 5 годам ограничения свободы за хищения и вымогательства денежных средств. В 2017 году ей были предъявлены новые обвинения, и она была заключена под стражу. 6 марта 2019 года переведена в колонию общего режима из-за нарушения условий отбывания наказания.
В августе 2019 года Генеральная прокуратура Узбекистана возбудила новые уголовные дела в отношении Г. Каримовой по фактам хищения государственных средств и заключения сделок вопреки интересам Республики Узбекистан, а также завладения путём вымогательства чужого имущества в особо крупных размерах.

## Биография

### Образование
Гульнара — старшая дочь Ислама и Татьяны Каримовых, родилась в Фергане. В 1988 году она окончила юношескую математическую академию в Ташкенте, в 1994 году — отделение международной экономики философско-экономического факультета Ташкентского государственного университета со степенью бакалавра. В 1992 году также обучалась в Технологическом институте моды Университета штата Нью-Йорк. В 1996 году Каримова окончила магистратуру Института экономики при Академии наук Республики Узбекистан, в 2000 году получила степень магистра искусств в Гарвардском университете. В 2001 году она стала доктором политических наук в Университете мировой экономики и дипломатии в Ташкенте, а в 2009 году там же получила учёное звание профессор. В 2006 году Каримова получила степень бакалавра в области телекоммуникаций в Ташкентском университете информационных технологий.
Между тем, Академия наук Узбекистана информировала, что в Институте экономики никогда не существовало магистратуры, что ставит под сомнение легитимность диплома Гульнары Каримовой. Кроме того, государственные стандарты степеней бакалавра и магистра в Узбекистане стали присуждать после 2001 года, согласно Постановлению Кабинета Министров от 16 августа 2001 года. Ставится под сомнение и то, что Гульнара Каримова могла одновременно учиться в ТашГУ и в Университете штата Нью-Йорк, находящихся на разных континентах.

### Политическая карьера
В июне 1995 года Каримова стала работать в Министерстве иностранных дел Узбекистана, занимала должность советника министра. С сентября 2003 по апрель 2005 года она работала советником-посланником посольства Узбекистана в России, до этого была советником постоянного представительства Узбекистана в штаб-квартире ООН в Нью-Йорке. В феврале 2008 года она была назначена заместителем министра иностранных дел Узбекистана по вопросам международного сотрудничества в культурно-гуманитарной сфере. В сентябре 2008 года Каримова была назначена постоянным представителем Республики Узбекистан при ООН и других международных организациях в Женеве. В июне 2013 года агентство Франс Пресс со ссылкой на МИД Узбекистана сообщило, что Каримова больше не занимает этот пост.
В январе 2010 года Каримова была назначена послом Узбекистана в Испании. В начале июля 2012 года Каримова покинула этот пост.
Начиная с 2008 года, эксперты и политологи рассматривали светскую, богатую и влиятельную наследницу Каримова как возможную преемницу своего отца на посту президента Узбекистана. Сама Гульнара, отвечая в 2012 году на вопрос, считает ли она себя потенциальным главой государства, пояснила, что видит себя амбициозным человеком, а «потенциальным главой государства может быть каждый, кто имеет амбиции и при этом ещё некие мозги и стремление». Однако к 2013 году, после попадания в поле зрения правоохранительных органов (как на Западе, так и на родине), ссоры с отцом и других конфликтов в семье, Каримова стала утрачивать влияние и опору в Узбекистане, а затем фактически оказалась в изоляции.

#### Центр политических исследований
В апреле 2005 года начал свою деятельность Центр политических исследований (ЦПИ) под дирекцией Каримовой. Находясь у истоков становления отечественной аналитической политологии, она основала первый в Узбекистане независимый «мозговой центр», в рамках которого создала базу концептуально новой информационной и аналитической деятельности, способствующей развитию сотрудничества с ведущими научно-исследовательскими институтами и аналитическими центрами Европы, Азии и США. Центр проводит крупные международные конференции и «круглые столы» по актуальным региональным проблемам энергетики и транзита. Является главным редактором информационно-аналитического журнала «Uzbekistan & Central Asia», издаваемого в рамках ЦПИ.
В 2013 году в Пекине состоялось пятое по счёту заседание Дискуссионного клуба ЦПИ. Заседание стало первым в истории Дискуссионного клуба, которое было проведено за рубежом. Соорганизатором мероприятия выступил Китайский Институт международных проблем при МИД КНР.

### Общественная деятельность
Каримова в течение ряда лет являлась организатором и попечителем Фонда «Форум культуры и искусства Узбекистана», который за восемь лет своего существования организовал более полутора тысяч проектов в Узбекистане и за рубежом. Фонд принят в официальные партнёры ЮНЕСКО, что является первым примером среди общественных организаций Узбекистана. Фонд имеет официальные представительства в Китае, Японии, Франции, Австрии, Швейцарии, Испании, США, Великобритании и Германии. По случаю открытия представительства во Франции Каримова провела дефиле узбекских дизайнеров в Лувре, а в Глазго организовала выставку узбекских сюзане. Ежегодно весной в Москве проходил традиционный вечер узбекской культуры, организованный Фондом Форума и лично Каримовой.
В мае 2012 года авторский дизайнерский бренд Каримовой GULI выступил титульным спонсором благотворительного гала-вечера в Монте-Карло (Nights in Monaco), устроенного Фондом принца Монако Альберта II и Фондом 42-го президента США Билла Клинтона.
Помимо этого Каримова патронировала другие фонды, также созданные по собственной инициативе — это организация «Женское собрание», занимающая вопросами благотворительности, материнства и детства, Ассоциация по раку молочной железы «Во имя жизни!», а также Фонд «Мехрнури», преимущественно оказывающий адресную помощь населению в отдалённых регионах, а также выделяющий гранты и льготные кредиты фермерам и предпринимателям из областей.
Среди других крупных проектов Каримовой в Узбекистане — Благотворительный Форум-Марафон «Во имя жизни» под символом «розовой ленты», который с 2010 года охватил более 100 тысяч участников в Ташкенте и регионах с целью сбора средств на борьбу с раком молочной железы. Внимание зарубежных гостей и участников привлекают многие ежегодные проекты Фонда Форума, такие как Фестиваль традиционной культуры «Асрлар Садоси» и Неделя искусств ArtWeek Style.Uz. Каримова также инициировала проведение в Узбекистане Ташкентского международного кинофорума «Золотой Гепард» и Ташкентского театрального фестиваля Theatre.uz. В интервью «Российской газете» Каримова рассказала о том, что Фонд Форум в 2012 году провёл мероприятие «1000 свадеб», которое стало важным событием и для страны, и лично для неё.
В 2010 году Фонд подписал Меморандум о сотрудничестве с одним из ведущих вузов Японии — университетом Нагои. В рамках партнёрства было предусмотрено оказание взаимной поддержки в осуществлении образовательных проектов в Узбекистане и Японии.
Фонд Форум стал первой общественной организацией региона, принятой в официальные партнёры Организации ООН по науке, образованию и культуре ЮНЕСКО, меморандум об этом был подписан в Париже в 2007 году.

### Поддержка детей и молодёжи
С 2004 года фонд Гульнары Каримовой реализует проект республиканского фестиваля детского творчества «Янги авлод». За девять лет в проекте приняли участие более 128 000 мальчиков и девочек из всех регионов. 3361 из них стали лауреатами, получили гранты, дипломы и дальнейшую поддержку Фонда Форума в профессиональном и творческом развитии. На базе фестиваля были созданы в Ташкенте и Самарканде бесплатные центры детского творчества.
В конкурсе одарённой молодёжи «Келажак овози», основанном Каримовой, за восемь лет приняли участие 388 тысяч номинантов по всей республике. Конкурс трансформировался в молодёжное движение, имеющее филиалы в каждом регионе республики и объединившее молодых людей, занятых в различных сферах деятельности. В рамках нескольких авторских проектов и программ Каримова выделяет стипендии и гранты для одарённой молодежи, педагогов, а также потомственных ремесленников.
Каримова объединила участников так называемого «третьего сектора» в рамках Фонда поддержки социальных инициатив. Фонд объединяет более 50 неправительственных организаций, в том числе и несколько международных (PSI, UNAIDS, DVV International). Среди осуществлённых проектов в рамках деятельности этого фонда: прокладка труб с целью обеспечения питьевой водой отдалённых засушливых регионов Узбекистана, а также прокладка отопительных труб в нескольких городах Ферганской долины. В сентябре 2011 года по инициативе Каримовой создан «Форум социально ответственных граждан Узбекистана», который через «информационные центры» в регионах принимает обращения граждан, касающиеся решения общественных проблем.

### Личная жизнь
В июле 1991 года на дне рождения своей подруги Гульнара познакомилась с этническим узбеком из Афганистана, гражданином США Мансуром Максуди, за которого она вышла замуж. После свадьбы муж Гульнары получил должность директора представительства компании Coca-Cola в Ташкенте. От этого брака в 1992 году родился сын Ислам Каримов-младший, а в 1999 году дочь — Иман. В 2001 году брак распался, Каримова вместе с детьми уехала из семейного дома в Нью-Джерси. Бракоразводный процесс длился два года и обернулся международным скандалом. Американский суд предоставил опеку над детьми Максуди, обязал Гульнару вернуть бывшему мужу детей и выдал санкцию на её задержание. В ответ власти Узбекистана обвинили Мансура в мошенничестве, сокрытии налогов, получении взятки в особо крупных размерах, хищении имущества и отмывании денег, и объявили в международный розыск. Максуди лишили всех постов и бизнеса, а его семью изгнали из Узбекистана. 9 июля 2008 года Высший суд штата Нью-Джерси постановил вернуть Каримовой полное право на двоих детей.
В 2000 году познакомилась с участником группы «Dado» Рустамом Мадумаровым. В 2014 году узбекистанский суд признал его виновным в уклонении от уплаты налогов и хищении миллионов долларов и приговорил к 10 годам лишения свободы. «Панамские документы» свидетельствуют о том, что на Мадумарова было записано большое количество зарубежных компаний, принадлежавших Каримовой.

### Собственность
Согласно сообщениям СМИ, Гульнара Каримова имеет недвижимость в Великобритании, Франции, Швейцарии, ОАЭ, Гонконге, Москве и в Крыму.

### Родственники

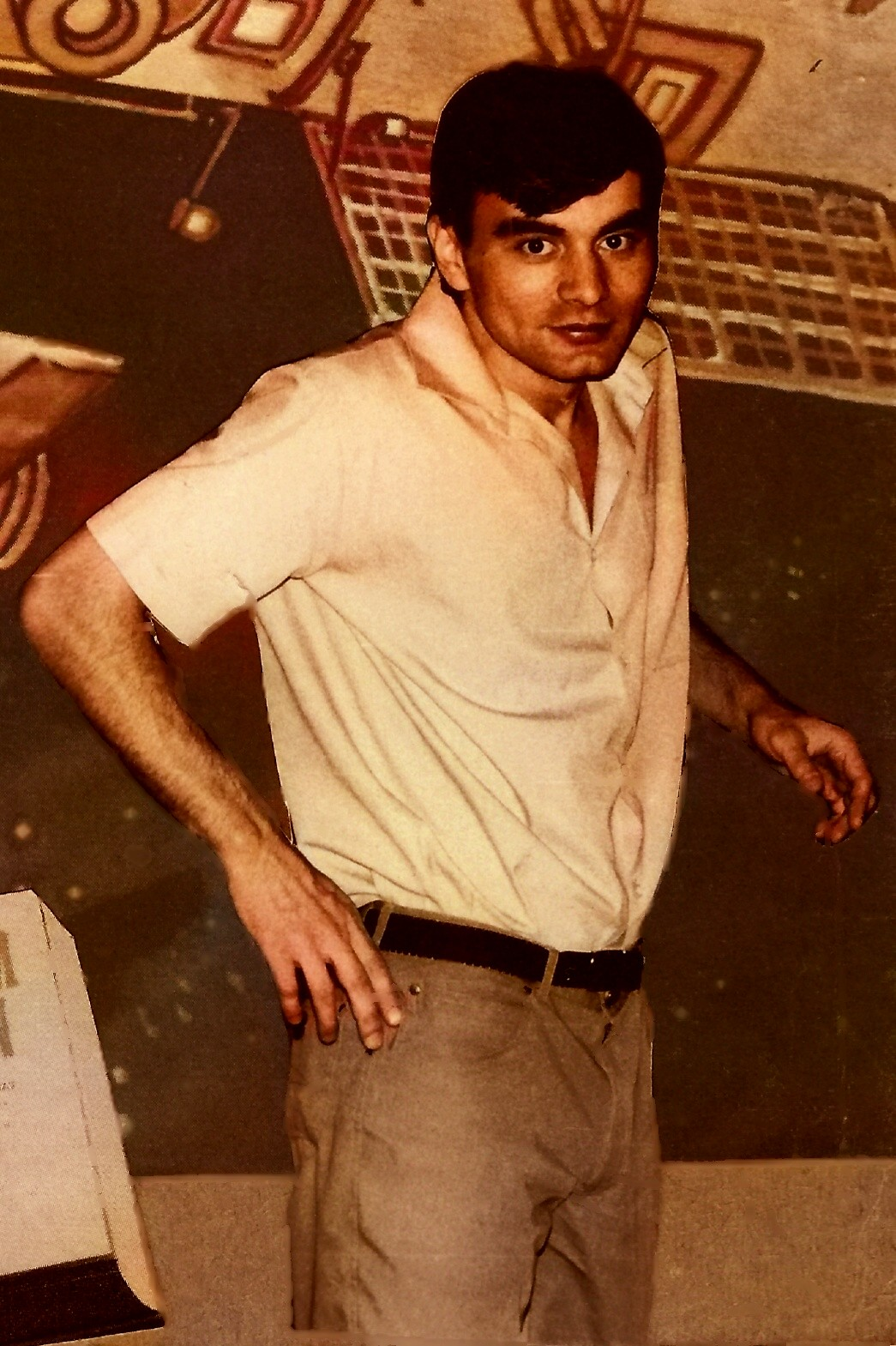
Пётр Каримов, фото 1989 года, Ташкент

Пётр Исламович Каримов — сын Ислама Каримова от первого брака с Натальей Петровной Кучми, является кровным братом Гульнары Каримовой. Тесных родственных отношений между ними, со слов самого Пётра, не наблюдалось, они практически не общались. В автобиографии первого президента имя сына никогда не упоминалось.

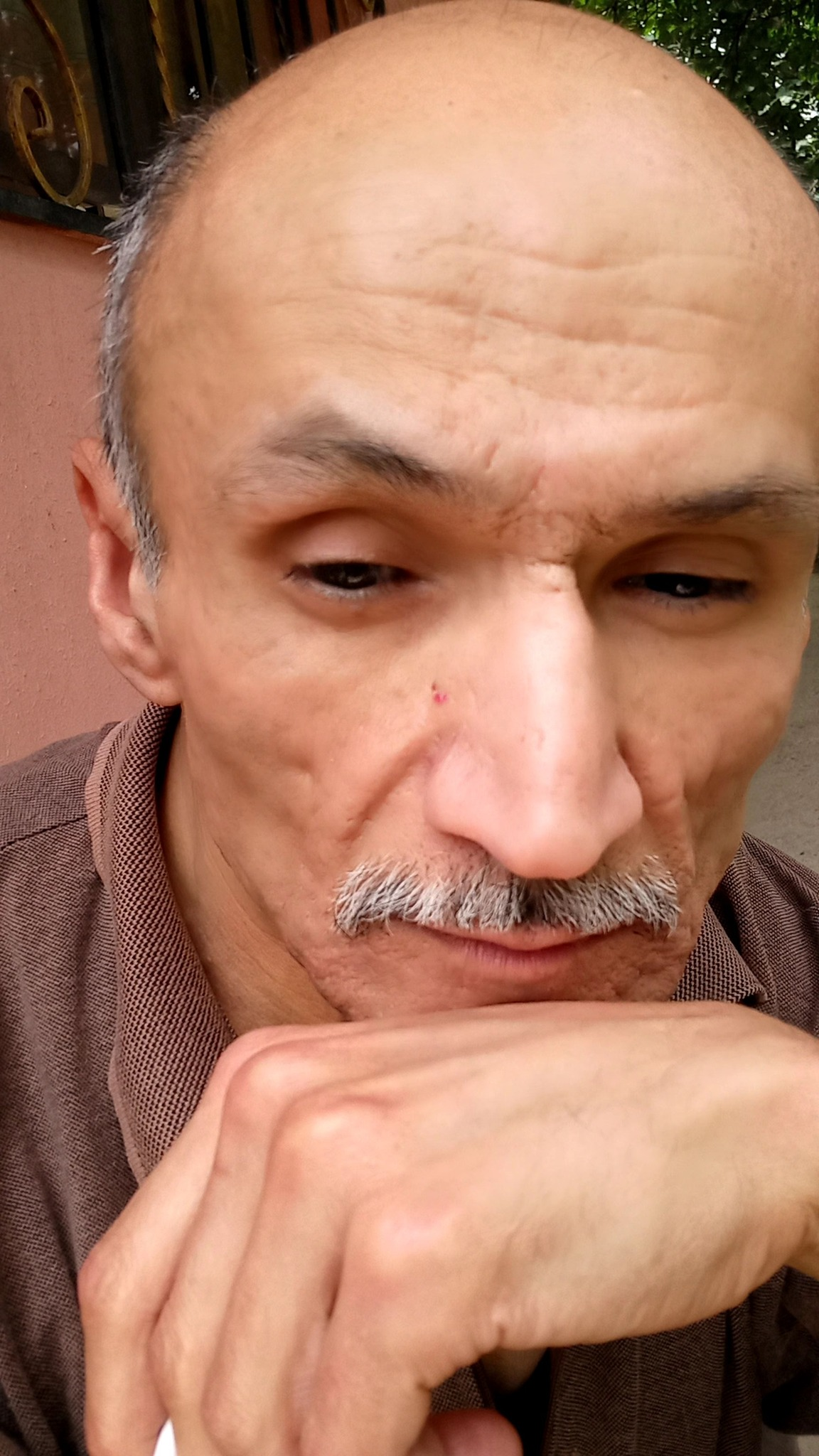
Джамшид Каримов, двоюродный брат Гульнары Каримовой. Политический узник. Фото 2021 года.

Джамшид Каримов — племянник Ислама Каримова по линии брата, был репрессирован президентом и 11 лет провел в психиатрической клинике г. Самарканда. Со слов Джамшида, Гульнара не признавала родственников по линии отца. Однажды Джамшид явился в ташкентский офис Гульнары, чтобы побеседовать, однако она отказалась его принимать, заявив охране. что нет у нее двоюродных братьев в Джизаке.
Акбарали Абдуллаев — племянник Ислама Каримова по линии супруги Татьяны Акбаровны, двоюродный брат Гульнары Каримовой. Олигарх, меценат, владелец крупных предприятий в Ферганской долине. Находился под следствием Генеральной прокуратуры по обвинению создании ОПГ и экономических преступлениях. Однако он сбежал за границу и ныне проживает в Доминиканах.

## Творчество
Гульнара Каримова пела, писала стихи и сочиняла музыку под псевдонимом Googoosha (Гугуша). Она профессионально занималась вокалом (меццо-сопрано), последовали творческие дуэты с такими мэтрами, как Хулио Иглесиас, с которым она спела Besame Mucho, и Монтсеррат Кабалье.
В июне 2012 года Googoosha (Гугуша) выпустила первый англоязычный альбом в США, а также в международной продаже через iTunes, Amazon и др. Альбом создан совместно с российским продюсером и музыкантом Максимом Фадеевым и состоит из 12 композиций и ремикса на сингл Round Run от американского диджея White Shadow. Каримова на своём сайте realgoogoosha.com, а также на своих страничках в Facebook и Twitter разместила скриншот рейтинга известного музыкального журнала Billboard; однако, согласно статье Лента.ру, альбом и песни с него не включались в чарты Billboard.
В 2012 году на радиостанциях состоялась премьера новой песни Googoosha «Небо молчит» на русском языке. Композиция была записана совместно с известным французским актёром Жераром Депардьё на слова самой исполнительницы.

### Поэзия
В своем ежегодном издании сборника стихов за 2024 год немецкое издательство Брентано-Гезельшафт во Франкфурте на Майне опубликовало стихотворение Гульнары Каримовой «Мир — течение вспышек и проблесков» на немецком языке.
«Мир — течение вспышек и проблесков, Ярких звезд и морской темноты, Он один бесконечен и короток, Он — создание Свыше Руки. Наш приход и уход — по сценарию, Суть которого трудно понять; Разум столь же мал, как и знание, Где и как Он всё написал. Принимаю вздох с благодарностью, Каждый шаг прохожу с упоением. Жизнь внимая и духом, и разумом, Принимаю взлёт и падение!»

## GULI бренд
В 2005 году Гульнара создала дизайнерский бренд «GULI», в рамках которого представила ювелирные украшения, авторские коллекции одежды и аксессуары.
В 2010 году была создана линия натуральной косметики GULI Collection of well-being for Soul&Body, основанная на старинных рецептурах Авиценны и в целом Востока.
В 2012 году запущена парфюмерная линия GULI, представленная ароматами «Mysteriouse» и «Victorious». В создании ароматов принимал участие известный парфюмер Бертран Дюшафур (Bertrand Duchaufour). Лицом мужской линии «Victorious» стал известный турецкий актёр Халит Эргенч.
В 2012 году в Пекине в рамках «Mercedes-benz China fashion week» прошёл показ GULI Collections. Ранее коллекции бренда были представлены на неделях моды в Москве, Милане и Нью-Йорке.

## Критика
15 сентября 2011 года в рамках Недели моды в Нью-Йорке состоялся показ весенне-осенней коллекции Каримовой, однако, 11 сентября, организаторы недели пытались отменить его под давлением правозащитной организации Human Rights Watch, обвиняющей власти Узбекистана в массовых нарушениях прав человека. Также против показа Каримовой выступил Международный форум защиты прав трудящихся, активисты которого обвиняют Узбекистан в использовании труда несовершеннолетних.
По сообщениям агентства Франс-пресс, в августе 2012 года Каримова дала расширенную пресс-конференцию для журналистов, где отвергла обвинения против неё в западной прессе, в частности, и по ситуации в Нью-Йорке.
13 июля 2013 года информагентства, а также Русская служба Би-би-Си сообщили, что узбекские власти лишили Каримову дипломатического иммунитета. Причиной стал скандал с прошедшими в начале июля обысками в её квартире во Франции. Помощник Каримовой Алишер Эргашев в 2013 году является фигурантом уголовного дела об отмывании денег и подкупе должностных лиц в Швеции.
12 марта 2014 года прокуратура Швейцарии объявила о расследовании дела против Каримовой, подозреваемой в отмывании денег.
В 2015 году в исследовании The Organised Crime and Corruption Reporting Project сообщалось, что Каримова получила более 1 миллиарда долларов в виде взяток от скандинавских и российских телекоммуникационных компаний для выхода на рынок Узбекистана.

## Уголовное дело
Со второй половины 2013 года у Каримовой начались проблемы в связи с её, как считали узбекские специальные службы, политическими амбициями и желанием возглавить Узбекистан. Узбекские спецслужбы проинформировали её 75-летнего отца, президента Каримова о намерениях дочери и представили ему собранное досье с финансовым компроматом на наследницу и фактами о её поведении, неподобающем мусульманской женщине. После этих событий Гульнара по существу оказалась под домашним арестом, ей запрещено пользоваться интернетом и общаться с внешним миром, её микроблог Twitter перестал обновляться, из информационного пространства исчезли её актуальные фотографии (см. также).
- 26 июня 2014 года в мировой прессе появились сведения о том, что Каримова прекратила отвечать на звонки родственников, и им неизвестно о её местонахождении. Сын Ислам, лишённый возможности связи с матерью, публично попросил узбекские власти предъявить доказательства того, что она жива[4][65][66].
- В конце августа 2014 служба иновещания BBC получила аудиозапись от Каримовой, в которой говорится, что с ней и её дочерью обращаются «хуже, чем с собаками» и им требуется срочная медицинская помощь[67].
- В сентябре 2014 Каримова наняла лондонское PR-агентство Davidson Ryan Dore для передачи на Запад своих снимков. Снимки, тайно вывезенные из Ташкента, были опубликованы Би-би-си в середине сентября[68].

В июле 2017 года Генеральная прокуратура Республики Узбекистан сообщила, что Каримова приговорена Ташкентским областным судом к 5 годам ограничения свободы за хищения и вымогательства денежных средств. При этом Генеральная прокуратура уточнила, что приговор Каримовой был вынесен ещё 21 августа 2015 года. Также было сообщено, что Каримова взята под стражу по другому уголовному делу — по статьям 168, 178, 182, 189, 228 и 243 Уголовного кодекса Узбекистана за завладение чужим имуществом, сокрытие иностранной валюты путем получения «откатов» на счета офшоров на сумму 1,942 млрд долларов и 29,1 млн евро, нарушение таможенного законодательства и правил торговли, подделку документов и легализацию доходов.
18 декабря 2017 года в рамках ещё одного уголовного дела ей было окончательно назначено наказание в виде лишения свободы сроком на десять лет.
Отбывать наказание Каримова должна была по месту жительства своей дочери Иман, соблюдая ряд ограничений: не покидать жилище, не пользоваться средствами связи и интернетом. Также она была обязана возместить ущерб, нанесенный государству. Но 6 марта 2019 года переведена в колонию общего режима из-за нарушения условий отбывания наказания.
Ташкентский городской суд приговорил дочь первого президента Узбекистана Ислама Каримова Гульнару к 13 годам тюремного заключения по делу о создании преступного сообщества. Об этом сообщается на сайте Верховного суда республики.
Суд изучил материалы дела и признал Каримову виновной в организации преступного сообщества, вымогательстве, хищениях. «Приговором суда Гульнаре Каримовой назначено наказание в виде 13 лет 4 месяцев лишения свободы», — говорится в сообщении.
С учётом норм уголовного законодательства страны, а также в соответствии с совокупностью наказаний, назначенных по нескольким преступлениям и ранее вынесенным приговорам, суд определил, что срок наказания для Каримовой исчисляется с 21 августа 2015 года.
Согласно информации на сайте фонда «Ишонча», в конце 2022 г. Швейцария вернула Узбекистану 95 млн долл., 87 из которых ушли на соцпроекты.
В начале 2025 г. Каримову перевели из женской тюрьмы в Зангиатинском районе в расположенную там-же колонию-поселение.
24 апреля 2025 г. заместитель министра экономики и финансов Отабек Фозилкаримов выступил с отчетом о расходовании возвращённых в Узбекистан 87 млн долл. из 840 млн замороженных в Швейцарии в рамках расследования уголовного дела. Замороженные в Швейцарии деньги Каримовой поступили в фонд «Ишонч» («Доверие»), через который происходит возврат арестованных средств:
- между секторами здравоохранения и образования поровну распределили 87 миллионов долларов возвращенных средств.
  - в системе здравоохранения: для 231 роддома по всей стране приобретена 5 841 единица современного медицинского оборудования, обучено свыше 11 тыс. медработников, разработаны и обновлены 29 национальных протоколов и руководств по оказанию медицинских услуг в роддомах; запланирована поставка ещё свыше 1,4 тыс. единиц медицинского оборудования.
  - 23,5 из 43,5 млн долл., выделенных из денег Каримовой в сектор образования, были использованы на запуск проекта по улучшению информационных технологий и образовательных возможностей. Оставшиеся 20 млн долларов планируется направить на модернизацию санитарно-гигиенической системы школ.